# Philipp Schmitt
Philipp Johann Adolf Schmitt (ur. 20 listopada 1902, zm. 8 sierpnia 1950) – zbrodniarz hitlerowski, komendant obozu koncentracyjnego Breendonk oraz SS-Sturmbannführer.
Urodzony w Bad Kissingen, członek SS od marca 1932. Był komendantem obozu w Fort Breendonk (założonego w okupowanej przez III Rzeszę Belgii) od jego powstania w sierpniu 1940 do 15 listopada 1943. Odpowiedzialny za zbrodnie popełnione w tym obozie. Jednocześnie (od czerwca 1942 r.) był także komendantem obozu przejściowego w Dossin Kazerne (Mechelen – SS-Sammellager Mechelen), gdzie przetrzymywano Żydów przed ich wysłaniem na wschód. W kwietniu 1943 r. został odwołany ze stanowiska komendanta obozu przejściowego z powodu nielegalnych transakcji z Żydami, za co został ostro upomniany przez Ernsta Kaltenbrunnera, szefa RSHA.
W listopadzie 1943 r. Schmitt został odwołany także ze stanowiska komendanta w Fort Breendonk i skierowany do walki z duńskim ruchem oporu, gdzie kierował specjalną jednostką terroryzującą większość obszaru Jutlandii (szczególnie rejon Århus) od sierpnia do października 1944 (odpowiedzialny jest za śmierć ok. 150 Duńczyków, z których większość była całkowicie niewinna).
Pod koniec wojny walczył na froncie zachodnim, gdzie w rejonie Roermond został zraniony w nogę pociskiem artyleryjskim.
W maju 1945 r. został schwytany przez aliantów w Holandii i wydany władzom belgijskim po tym, jak w więzieniu w Rotterdamie został rozpoznany przez byłego więźnia Breendonk. 29 listopada 1949 został przez sąd w Antwerpii skazany na karę śmierci przez rozstrzelanie. Wyrok wykonano 8 sierpnia 1950 r. o godz. 6.00 rano w Hoboken (obecnie część Antwerpii).
Schmitt był jedynym niemieckim zbrodniarzem wojennym, który został stracony po II wojnie światowej w Belgii.